# Kenyan Riders Downunder
L'equip Kenyan Riders Downunder (codi UCI: KRD) va ser un equip ciclista kenyà. Creat el 2006 com a equip amateur, el 2016 va pujar a categoria continental.

## Principals victòries
- Melbourne to Warrnambool Classic: Nathan Elliott (2016)

### Grans Voltes
- Tour de França
  - 0 participacions

- Giro d'Itàlia
  - 0 participacions

- Volta a Espanya
  - 0 participacions

## Composició de l'equip
| \| Llista de l'equip 2016 \| Llista de l'equip 2016 \| Llista de l'equip 2016 \| Llista de l'equip 2016 \| \| Ciclista \| Data de naixement \| Equip previ \| \| \| --------------------------------------- \| ---------------------- \| ---------------------------------- \| ---------------------- \| \| Jason Christie \| 22 de desembre de 1990 \| Avanti Racing Team (2015) \| \| \| Thomas Coates \| 22 de juliol de 1992 \| \| \| \| Samwel Ekiru \| 18 de març de 2025 \| \| \| \| Nathan Elliott \| 15 de desembre de 1990 \| H&R Block (2015) \| \| \| Joseph Gichora \| 18 de març de 2025 \| \| \| \| Liam Hill \| 5 de octubre de 1993 \| Search2retain-Health.com.au (2015) \| \| \| Suleiman Kangangi \| 9 de desembre de 1988 \| \| \| \| Ayub Kathurima \| 18 de març de 2025 \| \| \| \| Geoffrey Langat \| 15 de setembre de 1991 \| \| \| \| Nick Miller \| 24 de octubre de 1991 \| \| \| \| Samwel Mwangi \| 2 de febrer de 1984 \| \| \| \| Morgan Smith \| 25 de maig de 1988 \| \| \| \| Bradley Soden \| 18 de març de 2025 \| \| \| \| \| \| \| \| \| Fonts: ProCyclingStats Cycling Archives \| \| \| \| |                        |                                    |  |
| Llista de l'equip 2016 |                        |                                    |  |
| Ciclista | Data de naixement      | Equip previ                        |  |
| Jason Christie | 22 de desembre de 1990 | Avanti Racing Team (2015)          |  |
| Thomas Coates | 22 de juliol de 1992   |                                    |  |
| Samwel Ekiru | 18 de març de 2025     |                                    |  |
| Nathan Elliott | 15 de desembre de 1990 | H&R Block (2015)                   |  |
| Joseph Gichora | 18 de març de 2025     |                                    |  |
| Liam Hill | 5 de octubre de 1993   | Search2retain-Health.com.au (2015) |  |
| Suleiman Kangangi | 9 de desembre de 1988  |                                    |  |
| Ayub Kathurima | 18 de març de 2025     |                                    |  |
| Geoffrey Langat | 15 de setembre de 1991 |                                    |  |
| Nick Miller | 24 de octubre de 1991  |                                    |  |
| Samwel Mwangi | 2 de febrer de 1984    |                                    |  |
| Morgan Smith | 25 de maig de 1988     |                                    |  |
| Bradley Soden | 18 de març de 2025     |                                    |  |
| |                        |                                    |  |
| Fonts: ProCyclingStats Cycling Archives |                        |                                    |  |

## Classificacions UCI
L'equip participa en els circuits continentals. La taula presenta les classificacions de l'equip i el millor ciclista en la classificació individual.
UCI Àfrica Tour
| Temporada | Classificació per equips | Millor ciclista en la classificació individual |
| --------- | ------------------------ | ---------------------------------------------- |
| 2016      | 19è                      | Geoffrey Langat (140è)                         |

UCI Àsia Tour
| Temporada | Classificació per equips | Millor ciclista en la classificació individual |
| --------- | ------------------------ | ---------------------------------------------- |
| 2016      | 67è                      | Jason Christie (289è)                          |

UCI Oceania Tour
| Temporada | Classificació per equips | Millor ciclista en la classificació individual |
| --------- | ------------------------ | ---------------------------------------------- |
| 2016      | 4t                       | Jason Christie (11è)                           |